# Jorge Silva Vieira
Jorge Silva Vieira (* 18. Juli 1934; † 24. Juli 2012 in Rio de Janeiro) war ein brasilianischer Fußballtrainer, der auf diversen Kontinenten tätig war.

## Karriere
Der ehemalige rechte Außenstürmer des Madureira EC in Rio hatte seine erste Trainerstation bereits 1956, als er Trainer von Madureira wurde. Er behielt die Position bis Ende 1957. Anfang 1958 wurde er Assistent des Ungarn Gyula Mándi beim Lokalrivalen America FC. dieser als nicht den Hoffnungen entsprechend Anfang April entsorgt wurde, übernahm Vieira dessen Position. Nach einer enttäuschenden Gastspielreise in den Nordosten Brasiliens, Schuld daran wollte ihm aber keiner geben, sollte Ende Mai auch Vieira entlassen werden. Da aber die vom Expräsidenten Wolney Braune erwünschte Verpflichtung von Dorival Knippel „Yustrich“ Mangels Zustimmung des Beirats scheiterte, blieb er einstweilen, trat aber am 9. Juni selbst zurück.
Nur zehn Tage später wurde er Nachfolger von Martim Francisco beim SC Internacional in Porto Alegre gehandelt. Seine nächste Position erhielt er aber erst am 22. Juli, als er beim Fluminense FC Assistent von Silvio Pirillo wurde. Nach dem Abschied von Pirilo saß er von Ende August bis Mitte Oktober selbst als Verantwortlicher auf der Bank. Aufgrund seiner relativen Jugend, er war damals gerade 24 Jahre alt, fehlte ihm allerdings noch die Gravitas, um sich nachhaltig durchzusetzen. Unter seinem Nachfolger, dem renommierten Zezé Moreira, verblieb er allerdings einstweilen im Trainerstab. Dabei gewann der Verein 1959 die Staatsmeisterschaft von Rio de Janeiro.
1960 führte er den America FC zum Titelgewinn – die bislang siebte und letzte Meisterschaft von Rio des Vereins. Im entscheidenden Spiel am letzten Spieltag schlug America vor 100.000 Zuschauern im Maracanã den Tabellenführer, das immer noch von seinem früheren Lehrmeister trainierte Fluminense, mit 2:1. Stars der Mannschaft waren der spätere 21-fache Nationalspieler Djalma Santos, der in diesem Spiel den zum 0:1 führenden Elfer verursachte, und der Rechtsaußen Jorge de Souza „Jorge“, der den Siegtreffer zwölf Minuten vor Spielende erzielte.
In der Saison 1965/66 trainierte er den Lissaboner Verein Belenenses. In den 1970er Jahren trainierte er den Botafogo FC aus Ribeirão Preto, einer damals gut 200.000 Einwohner zählenden Stadt im Hinterland des Bundesstaates São Paulo. Mit dessen damaliger Ausnahmemannschaft, aus der der Weltstar Sócrates hervorging, stieg der Verein 1976 erstmals nach 21 Jahren wieder in die erste Staatsliga auf. 1977 gewann er dort sogar die erste Phase der Staatsmeisterschaft von São Paulo, wofür man die Taça Cidade de São Paulo, erhielt, den „Pokal der Stadt São Paulo“.
Im weiteren Verlauf des Jahres übernahm er in der Staatshauptstadt die Verantwortung bei SE Palmeiras, wo er bis 1978 verblieb. In drei verschiedenen Phasen – 1979 bis 1980, 1983 bis 1984 und von 1986 bis 1987 – trainierte er dessen Erzrivalen SC Corinthians Paulista, mit dem er dabei – im zweiten Jahr der „Demokratie von Corinthians“, als Spieler um den vorgenannten Sócrates praktisch die Geschicke des Vereins in die Hand nahmen – die Staatsmeisterschaft von 1979 und 1983.
1985 trainierte er die Nationalmannschaft des Irak, die sich unter seiner Führung zum bislang einzigen Mal für eine Fußballweltmeisterschaft qualifizierte, obwohl sie wegen des andauernden Golfkrieges alle Heimspiele auf neutralem Platz austragen musste. Beim Turnier 1986 in Mexiko saß aber sein Landsmann Evaristo de Macedo auf der Bank.
Seine anschließende dritte Phase bei den Corinthians endete im April 1987. Im Juli nahm er das Traineramt bei dem Verein auf gegen den er noch im Februar im Viertelfinale der Copa Brasil 1986 ausgeschieden war, dem America FC aus Rio. Doch dort verabschiedete er sich bereits Anfang September wieder, da erhoffte Verstärkungen ausblieben. Im November 1987 wechselte er zum mexikanischen Spitzenverein Club América, den er von 1987 bis 1990 trainierte und mit dem er 1988 und 1989 die Landesmeisterschaft gewann.
Von Anfang August 1996 saß er noch einmal für etwa vier Wochen bei Fluminense auf der Trainerbank. Seine letzte Station war aber nocjh einmal in Mexiko, als er im Herbst 1999 für neun Spiele Toros Neza betreute.
Im Januar 2007 übernahm er für einige Zeit die Position des Technischen Direktors bei seinem Herzensverein America in Rio.
Am 24. Juli 2012 verstarb er im Alter von 78 Jahren in einem Krankenhaus in der Zona Sul von Rio de Janeiro an den Folgen eines Herzinfarkts.

## Erfolge
America FC
- Staatsmeisterschaft von Rio de Janeiro: 1960

Coritiba FBC
- Staatsmeisterschaft von Paraná: 1976, 1986

Corinthians
- Staatsmeisterschaft von São Paulo: 1979, 1983

Club América
- Mexikanischer Meister: 1988, 1989
- Campeón de Campeones: 1988, 1989